# 中央邮局大楼 (圣地亚哥)

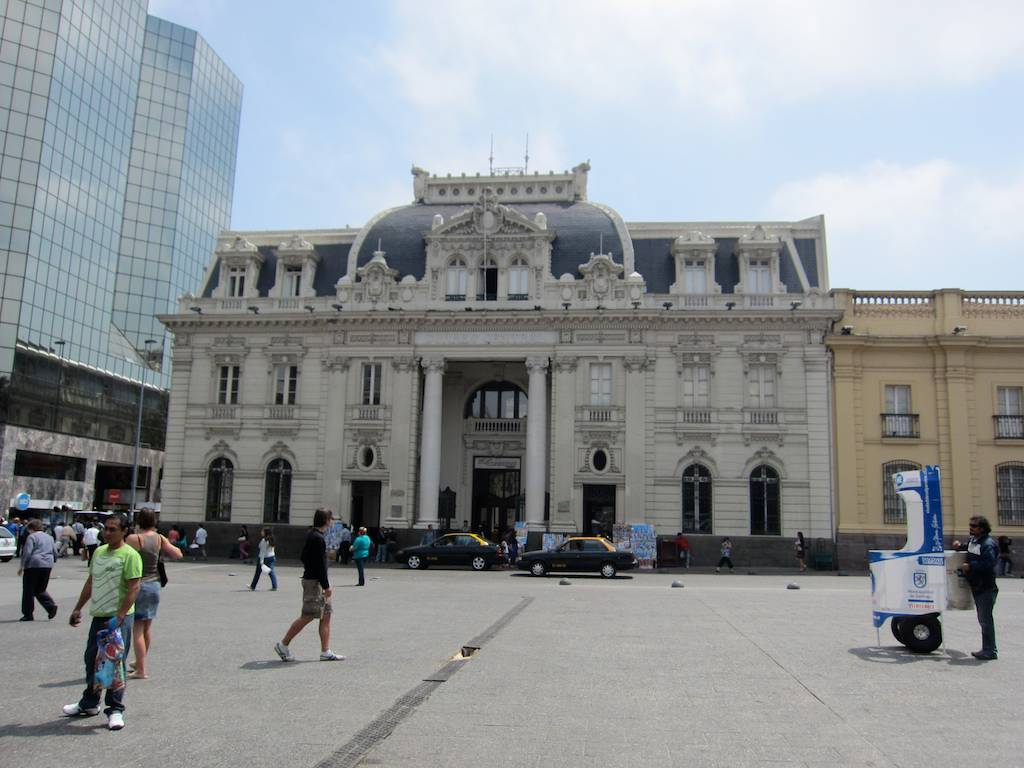
中央邮局

中央邮局大楼（西班牙語：Edificio del Correo Central）是一座历史建筑，位于智利圣地亚哥武器广场北侧，毗邻王宫。这一地块最初属于佩德罗·德·瓦尔迪维亚，他在此建造了自己的住宅。该地点在1846年之前为总统府所在地。目前的建筑始建于1881年，由里卡多·布朗设计，到1908年形成目前的外观。
1976年，该建筑被列为智利国家古迹。